# Kordélia
A Kordélia női név Shakespeare Lear király című művének hősnője nevéből származik, ami valószínűleg a latin Cordula névből ered, aminek a jelentése: szívecske.

## Gyakorisága
Az 1990-es években szórványos név, a 2000-es években nem szerepel a 100 leggyakoribb női név között.

## Névnapok
- október 22.[2]

## Idegen nyelvi változatai
- Cordelia (olasz)